# 金山镇 (德阳市)
金山镇，是中华人民共和国四川省德阳市罗江区下辖的一个乡镇级行政单位。2019年11月，撤销慧觉镇，将其所属行政区域划归金山镇管辖。

## 行政区划
金山镇下辖以下地区：
家和社区、金山村、土桥村、五埝村、新塘村、罗家湾村、吴家陵村、马驰村、连沟村、安家村、骑龙村、百宝村、谭家坝村、幸福村、大井村、千鱼欢村、中发村和红玉村。